# کریس کنتیس
کریس کنتیس (انگلیسی: Chris Kentis؛ زادهٔ ۲۳ اکتبر ۱۹۶۲) کارگردان و فیلم‌نامه‌نویس آمریکایی است. کنتیس برای کارگردانی فیلم‌هایی مثل آب‌های آزاد و خانه خاموش شناخته شده است.